# Nederlandse kampioenschappen schaatsen afstanden 2011 - 3000 meter vrouwen
De 3000 meter vrouwen op de Nederlandse kampioenschappen schaatsen afstanden 2011 werd gehouden op zaterdag 6 november 2010. Er waren vijf plaatsen te verdelen voor de wereldbeker schaatsen 2010/2011, geen van de schaatssters was in het bezit van een beschermde status.
Titelverdedigster Ireen Wüst won ook in 2011 de titel, voor Marrit Leenstra en Marije Joling.

## Statistieken

### Uitslag
| #      | Schaatser              | Tijd    |
| ------ | ---------------------- | ------- |
| Goud   | Ireen Wüst             | 4.12,32 |
| Zilver | Marrit Leenstra        | 4.14,71 |
| Brons  | Marije Joling          | 4.15,41 |
| 4      | Irene Schouten         | 4.16,41 |
| 5      | Moniek Kleinsman       | 4.16,99 |
| 6      | Jorien Voorhuis        | 4.17,24 |
| 7      | Lisette van der Geest  | 4.17,37 |
| 8      | Carlijn Achtereekte    | 4.17,45 |
| 9      | Linda de Vries         | 4.17,73 |
| 10     | Pien Keulstra          | 4.18,15 |
| 11     | Yvonne Nauta           | 4.18,34 |
| 12     | Maria Sterk            | 4.19,90 |
| 13     | Elma de Vries          | 4.20,33 |
| 14     | Janneke Ensing         | 4.21,82 |
| 15     | Rixt Meijer            | 4.22,18 |
| 16     | Annouk van der Weijden | 4.23,08 |
| 17     | Imke Vormeer           | 4.23,40 |
| 18     | Miranda Dekker         | 4.24,38 |
| 19     | Charlotte Bakker       | 4.25,24 |
| 20     | Diane Valkenburg       | 4.54,70 |

### Loting
| Rit | Binnenbaan             | Buitenbaan       |
| --- | ---------------------- | ---------------- |
| 1   | Miranda Dekker         | Charlotte Bakker |
| 2   | Imke Vormeer           | Maria Sterk      |
| 3   | Irene Schouten         | Pien Keulstra    |
| 4   | Lisette van der Geest  | Rixt Meijer      |
| 5   | Linda de Vries         | Marrit Leenstra  |
| 6   | Carlijn Achtereekte    | Marije Joling    |
| 7   | Moniek Kleinsman       | Janneke Ensing   |
| 8   | Annouk van der Weijden | Elma de Vries    |
| 9   | Jorien Voorhuis        | Diane Valkenburg |
| 10  | Yvonne Nauta           | Ireen Wüst       |

1987 · 
1988 · 
1989 · 
1990 · 
1991 · 
1992 · 
1993 · 
1994 · 
1995 · 
1996 · 
1997 · 
1998 · 
1999 · 
2000 · 
2001 · 
2002 · 
2003 · 
2004 · 
2005 · 
2006 · 
2007 · 
2008 · 
2009 · 
2010 · 
2011 · 
2012 · 
2013 · 
2014 · 
2015 · 
2016 · 
2017 · 
2018 · 
2019 · 
2020 · 
2021 · 
2022 · 
2023 · 
2024 · 
2025